# Bund Freikirchlicher Pfingstgemeinden
Bund Freikirchlicher Pfingstgemeinden (BFP) är den största pingstkyrkan i Tyskland, med över 45 000 medlemmar.
BFP tillhör Forum Freikirchlicher Pfingstgemeinden, Vereinigung Evangelischer Freikirchen och Pentecostal European Fellowship.
Man är sedan 2010 även associerad medlem av Arbeitsgemeinschaft Christlicher Kirchen.